# سامانه پیش‌بینی مجتمع
سامانه پیش‌بینی مجتمع (به انگلیسی: Integrated Forecast System : IFS) یک سامانه جهانی پیش‌بینی عددی آب و هوا است که به‌طور مشترک توسط مرکز اروپایی پیش‌بینی میان‌مدت وضع هوا توسعه داده و نگهداری می‌شود. ستاد آن در ردینگ، بارکشر، بریتانیا و همچنین متئو-فرانس، تولوز، فرانسه است. این سامانه شامل یک مدل جوی طیفی با سیستم مختصات سیگما جفت‌شده با سامانه یکپارچه‌سازی داده متغیر-چهاربعدی می‌شود. در ۱۹۹۷ (میلادی) سامانه پیش‌بینی مجتمع، نخستین سامانه پیش‌بینی عملیاتی شد که از متغیر-چهاربعدی استفاده می‌کرد. هر دو مرکز اروپایی پیش‌بینی میان‌مدت وضع هوا در ردینگ و تولوز از سامانه پیش‌بینی مجتمع برای پیش‌بینی عملیاتی آب‌وهوا استفاده می‌کنند. اما پیکربندی و وضوح آنها با هم فرق دارد. پیکربندی تولوز "ARPEGE" نامیده می‌شود. این یکی از مدل‌های میان‌مدت برجسته پُراستفاده در سراسر جهان است. نزدیک‌ترین رقیبان پیش‌بینی میان‌مدت ۶ تا ۱۰ روزه آن، سامانه پیش‌بینی جهانی از ایالات متحده آمریکا، مدل چند مقیاسی محیطی جهانی از کانادا، و مدل متحد دفتر هواشناسی از بریتانیا هستند.

## ویرایش‌ها
ویرایش سامانه پیش‌بینی مجتمع مورد استفاده در بریتانیا، "ECMWF" نامیده می‌شود و در آمریکا به آن "مدل اروپایی" می‌گویند تا از برابر آمریکایی آن "سامانه پیش‌بینی جهانی" تمیز داده شود. ویرایش بریتانیایی، سامانه پیش‌بینی مجتمع را با چندین گونه پیکربندی اجرا می‌کند. پیکربندی با بالاترین وضوح، هر ۱۲ ساعت در ۱۰ روز اجرا می‌شود. در این پیش‌بینی، وضوح افقی ۹ کیلومتر است که از ۱۳۷ لایه عمودی استفاده می‌کند. سامانه پیش‌بینی گروهی ۵۱ عضوه نیز هر ۱۲ ساعت در ۱۵ روز اجرا می‌شود. وضوح افقی آن ۱۸ کیلومتر است و از ۹۱ لایه عمودی استفاده می‌کند. همچنین ویرایش بریتانیایی، یک پیش‌بینی طولانی‌تر ۴۵ روزه نیز اجرا می‌کند که به صورت هفتگی انجام شده و خروجی آن با فاصله زمانی ۵روزه ارائه می‌شود. نسخه‌ای نیز وجود دارد که هر سال اجرا می‌شود. همه مدل‌های پیش‌بینی به جز مدل ۱۲ ساعته ۱۰ روزه، با مدل چرخش عمومی اقیانوس هسته مدل‌سازی اروپایی اقیانوس جفت می‌شوند. بسیاری از کشورهای عضو مرکز اروپایی پیش‌بینی میان‌مدت وضع هوا از پیش‌بینی جهانی ویرایش بریتانیایی برای فراهم‌آوری شرایط مرزی پیش‌بینی‌های منطقه محدود و وضوح بالای خود انتخاب می‌کنند.

## دسترسی
پیش‌بینی مرکز اروپایی پیش‌بینی میان‌مدت وضع هوا برای سازمان‌های هواشناسی کشورهای عضو آن رایگان است. اما برای کاربر سودبر آن، هزینه دارد. درحالیکه داده عملیاتی محدود (انتخاب متغیرها از پیکربندی‌های هر ۱۲ ساعت در ۱۰ روز، و سامانه پیش‌بینی گروهی ۵۱ عضوه) برای مصرف‌کننده با اجازه‌نامه کرییتیو کامنز و ممنوعیت ایجاد اثر اقتباسی در دسترس است. در برابر آن، سامانه پیش‌بینی جهانی و مدل چندمقیاسی محیطی جهانی برای همه کاربران، بدون هیچ محدودیتی در دسترس هستند.

## کد منبع
کد منبع کامل سامانه پیش‌بینی مجتمع تنها برای خدمات آب‌وهوایی ملی کشورهای عضو مرکز اروپایی پیش‌بینی میان‌مدت وضع هوا در دسترس است. اما کد منبع مدل جوی به شکل سامانه پیش‌بینی مجتمع متن‌باز برای دیگر کاربران ناسودبر در دسترس است. مدل اقلیمی EC-Earth بر پایه سامانه پیش‌بینی مجتمع پدید آمده‌است.